# Metallactulus carolinensis
Metallactulus carolinensis es una especie de coleóptero de la familia Lucanidae.

## Distribución geográfica
Habita en la Isla Caroline.